# Joseph-Hector Fiocco
Joseph-Hector Fiocco (ur. 20 stycznia 1701 Brukseli, zm. 22 czerwca 1741 tamże) – belgijski kompozytor.

## Życiorys
Był ósmym z dzieci kompozytora Pietra Antonia Fiocco, pochodził z jego drugiego małżeństwa. Od 1725 roku był skrzypkiem, a w latach 1729–1737 wicekapelmistrzem kapeli królewskiej w Brukseli. Od 1731 do 1737 roku pełnił funkcję kierownika chóru przy katedrze NMP w Antwerpii. Od 1737 roku był do śmierci kapelmistrzem kościoła św. Michała i św. Gaduli w Brukseli.
Był autorem Pièces de clavecin op. 1, zawierającego 2 suity po 12 utworów każda (wyd. Bruksela 1730). W rękopisie pozostały jego motety, msze i lekcje mszalne.